# تپه مسجیدلی
تپه مسجیدلی مربوط به دوره ساسانیان - دوران‌های تاریخی پس از اسلام است و در شهرستان هشترود، بخش مرکزی، روستای عجمی واقع شده و این اثر در تاریخ ۱۱ مرداد ۱۳۸۴ با شمارهٔ ثبت ۱۲۶۲۹ به‌عنوان یکی از آثار ملی ایران به ثبت رسیده است.